# Smrtna kazen v Sloveniji
Smrtna kazen je bila v Sloveniji odpravljena leta 1989, ko je bila še zvezna republika SFR Jugoslavije. Ko je Slovenija 23. decembra 1991 sprejela demokratično ustavo, je smrtna kazen postala protiustavna. 1. julija 1994 je začel veljati 6. protokol Evropske konvencije o človekovih pravicah. Kasneje je Slovenija sprejela tudi Drugi fakultativni protokol k Mednarodnemu paktu o državljanskih in političnih pravicah. 
Zadnja oseba v Sloveniji, ki je bila obsojena na smrtno kazen, je bil slovenski serijski morilec Metod Trobec, vendar kazen ni bila izvršena. Smrtno kazen so v Sloveniji zadnjič izvršili 30. oktobra 1959, ko so v Mariboru ustrelili obsojenega morilca Franca Rihtariča.       